# Bob Harras
Robert « Bob » Harras (né le 11 janvier 1959 à New York) est un éditeur et auteur de comics américain.

## Biographie
Employé de Marvel, Bob Harras se distingue dans les années 90, en supervisant la ligne de comics X-Men. En 1991, son opposition à certaines évolutions de la série entraîne le départ du scénariste historique Chris Claremont ; Harras recrute alors de nouveaux scénaristes (Fabian Nicieza, Scott Lobdell) afin d'assurer l'avenir de la franchise. Les X-Men demeurent un succès et Bob Harras devient vite directeur de la publication de tout Marvel. Durant cette époque, il lance différentes initiatives comme le crossover Onslaught (qui tue une partie des héros de l'univers), Heroes Reborn (qui fait appel à Jim Lee et Rob Liefeld) ou encore Heroes Return. Plus tard, il fait appel à Joe Quesada et Jimmy Palmiotti, gérant du studio Event pour l'opération Marvel Knights qui se révèle un grand succès. À tel point que Bob Harras est par la suite remplacé par Joe Quesada.
Durant les années suivantes, Harras travaille pour plusieurs éditeurs, tels que Wildstorm de Jim Lee (devenu une filiale de DC). Et en 2011, il accède au rang de directeur de la publication de DC, Jim Lee étant un des vice-présidents.

## Œuvres

### Comme scénariste
- Iron Man (1968)
- Les Vengeurs
- Spider-Man
- Defenders of the Earth (1987)
- The Thing (1983)
- The Official Handbook of the Marvel Universe (1983)
- Nick Fury vs. S.H.I.E.L.D. (1988)
- Namor the Sub-Mariner (1990)
- The Vision (1994) (Marvel comics)
- JLA (1997)
- Breach (2005) (DC Comics) avec Marcos Martin
- RoboCop (Movie Adaptation) (1990)